# Léo Cadieux
Léo Alphonse Joseph Cadieux PC OC (* 28. Mai 1908 in Saint-Jérôme, Québec; † 11. Mai 2005) war ein kanadischer Journalist, Verleger, Botschafter und Politiker der Liberalen Partei.

## Leben
Nach dem Schulbesuch studierte Cadieux Ökonomie und schloss dieses Studium mit einem Bachelor of Commerce (B.Comm.). Anschließend war er als Journalist tätig und während des Zweiten Weltkrieges von 1941 bis 1944 Co-Direktor für Öffentlichkeitsarbeit der Streitkräfte, ehe er 1944 Kriegsberichterstatter für die in Montreal erscheinende Tageszeitung La Presse war. Nach dem Zweiten Weltkrieg war er wieder als Journalist sowie als Verleger tätig sowie 1948 kurzzeitig Bürgermeister von Saint-Antoine des Laurentides, einer Kleinstadt in Québec.
Als Kandidat der Liberalen Partei wurde er bei der Wahl vom 18. Juni 1962 erstmals als Abgeordneter in das Unterhaus gewählt und gehörte diesem als Vertreter des Wahlkreises Terrebonne beziehungsweise nach der Wahl vom 25. Juni 1968 des Wahlkreises Labelle bis zu seinem Mandatsverzicht am 5. Oktober 1970 an.
Nachdem er von Februar 1965 bis September 1967 Beigeordneter Minister für Nationale Verteidigung war, wurde er im September 1967 von Premierminister Lester Pearson zum Minister für Nationale Verteidigung in das 19. Bundeskabinett berufen und gehörte auch der von Premierminister Pierre Trudeau geleiteten 20. Bundesregierung bis zum 16. September 1970 an. Während seiner Amtszeit kam es nach einer Neuausrichtung der kanadischen Verteidigungspolitik zu einer Reduzierung der Truppenentsendung nach Europa von 10.000 auf 5000 Soldaten und zur Beendigung des Engagements für Truppenverstärkungen im Rahmen der NATO. Bei Debatten zur Haltung der Regierung zum sogenannten Gleichgewicht des Schreckens argumentierte Cadieux im Sinne einer Unterstützung dieser MAD-Doktrin. Schließlich fiel in seine Amtszeit die Neuorganisation der Canadian Emergency Measures Organization, der nationalen Agentur für Zivilschutz.
Das Ministeramt und sein Abgeordnetenmandat legte Cadieux nieder, nachdem er am 24. Juli 1970 zum Außerordentlichen und Bevollmächtigten Botschafter in Frankreich ernannt wurde und diesen Posten bis 1975 innehatte. Für seine Verdienste als Minister und Botschafter wurde er 1974 zum Offizier des Order of Canada ernannt.